# Mistrzostwa Świata w Futsalu 2008
6. Mistrzostwa Świata w Futsalu odbyły się w dniach 30 września – 19 października 2008 roku w Brazylii. Gospodarzami turnieju były dwa miasta: Brasília i Rio de Janeiro a mecze rozegrano w halach Ginásio Nilson Nelson oraz Ginásio do Maracanãzinho.

## Kwalifikacje
- Azja: (4 zespoły)
- Iran
- Tajlandia
- Japonia
- Chiny
- Europa: (6 zespołów)
- Hiszpania
- Portugalia
- Włochy
- Rosja
- Ukraina
- Czechy
- Ameryka Północna:  (3 zespoły)
- Gwatemala
- Kuba
- Stany Zjednoczone
- Ameryka Południowa: (3 zespoły)
- Argentyna
- Urugwaj
- Paragwaj
- Afryka: (2 zespoły)
- Libia
- Egipt
- Oceania: (1 zespół)
- Wyspy Salomona
- Gospodarz:
- Brazylia

## Hale
| Miasto         | Hala                     | Pojemność | Fotografia |
| -------------- | ------------------------ | --------- | ---------- |
| Brasilia       | Ginásio Nilson Nelson    | 16 600    |            |
| Rio de Janeiro | Ginásio do Maracanãzinho | 12 600    |            |

## Grupa A
| Zespół         | Pkt | M | W | R | P | Br+ | Br- | +/- |
| -------------- | --- | - | - | - | - | --- | --- | --- |
| Brazylia       | 12  | 4 | 4 | 0 | 0 | 49  | 1   | +48 |
| Rosja          | 9   | 4 | 3 | 0 | 1 | 50  | 15  | +35 |
| Japonia        | 6   | 4 | 2 | 0 | 2 | 13  | 24  | -11 |
| Kuba           | 3   | 4 | 1 | 0 | 3 | 16  | 25  | -9  |
| Wyspy Salomona | 0   | 4 | 0 | 0 | 4 | 6   | 69  | -63 |

| 30 września 200810:30 CEST | Brazylia | 12:1(3:1) | Japonia   | Ginásio Nilson Nelson Brasilia Widzów: 6 572 Sędzia: Massimo Cumbo |
| 30 września 200810:30 CEST | Lenísio 3', 36' · Marquinho 4' · Falcão 11' (k.), 32' · Wilde 23' · Ari 25', 28' · Schumacher 27', 35' · Betão 29' · Ciço 32' | 12:1(3:1) | Osodo 15' | Ginásio Nilson Nelson Brasilia Widzów: 6 572 Sędzia: Massimo Cumbo |

| 30 września 200812:30 CEST | Kuba                                                                                                   | 10:2(5:1) | Wyspy Salomona | Ginásio Nilson Nelson Brasilia Widzów: 3 231 Sędzia: Nestor Ibarra |
| 30 września 200812:30 CEST | Olivera 3', 10' · Madrigal 6' · Saname 10' · Morales 16', 27', 27', 30' · Martínez 27' · Mesa 40' (k.) | 10:2(5:1) | Ragomo 1', 40' | Ginásio Nilson Nelson Brasilia Widzów: 3 231 Sędzia: Nestor Ibarra |

| 2 października 200810:30 CEST | Wyspy Salomona | 0:21(0:8) | Brazylia | Ginásio Nilson Nelson Brasilia Widzów: 5 845 Sędzia: Jason Krnac |
| 2 października 200810:30 CEST | Lenísio 5', 23', 35', 37' · Wilde 6', 19' · Vinícius 8' · Falcão 9', 19', 22', 33', 40', 40' · Schumacher 14', 17', 30' · Betão 25', 28', 28' · Gabriel 34' · Carlinhos 35' | 0:21(0:8) |          | Ginásio Nilson Nelson Brasilia Widzów: 5 845 Sędzia: Jason Krnac |

| 2 października 200812:30 CEST | Rosja | 10:5(5:2) | Kuba                                            | Ginásio Nilson Nelson Brasilia Widzów: 3 462 Sędzia: Álvaro Sacarelo |
| 2 października 200812:30 CEST | Mesa 4' (Sam.) · Shayakhmetov 7', 35' (k.) · Maevskiy 7' · Prudnikov 8' · Sirilo 9', 32' · Khamadiev 29' · Pula 37', 40' | 10:5(5:2) | Madrigal 15' · Mesa 17', 35', 38' · Morales 36' | Ginásio Nilson Nelson Brasilia Widzów: 3 462 Sędzia: Álvaro Sacarelo |

| 4 października 200810:30 CEST | Brazylia                                                                                      | 7:0(4:0) | Rosja | Ginásio Nilson Nelson Brasilia Widzów: 8 202 Sędzia: Octalivar Carrero |
| 4 października 200810:30 CEST | Schumacher 3' · Prudnikov 8' (Sam.) · Lenísio 14', 22' · Ciço 16' · Falcão 29' · Vinícius 32' | 7:0(4:0) |       | Ginásio Nilson Nelson Brasilia Widzów: 8 202 Sędzia: Octalivar Carrero |

| 4 października 200812:30 CEST | Japonia                                                                          | 7:2(3:2) | Wyspy Salomona               | Ginásio Nilson Nelson Brasilia Widzów: 1 785 Sędzia: Roberto Gracia |
| 4 października 200812:30 CEST | Kanayama 3' · Kogure 10' · Komiyama 12' · Fujii 23' · Osodo 28', 39' · Inada 32' | 7:2(3:2) | Maeda 18' (Sam.) · Ginio 19' | Ginásio Nilson Nelson Brasilia Widzów: 1 785 Sędzia: Roberto Gracia |

| 6 października 200810:30 CEST | Japonia                                   | 4:1(0:1) | Kuba          | Ginásio Nilson Nelson Brasilia Widzów: 5 096 Sędzia: Tawfik Al Dawi |
| 6 października 200810:30 CEST | Osodo 23' · Inaba 25', 33' · Kanayama 31' | 4:1(0:1) | Rodríguez 15' | Ginásio Nilson Nelson Brasilia Widzów: 5 096 Sędzia: Tawfik Al Dawi |

| 6 października 200812:30 CEST | Rosja | 31:2(20:0) | Wyspy Salomona             | Ginásio Nilson Nelson Brasilia Widzów: 5 548 Sędzia: Alireza Sohrabi |
| 6 października 200812:30 CEST | Khamadiev 1', 2', 14', 30', 34' · Shayakhmetov 1', 2', 21', 35' · Sirilo 3', 4', 10', 10', 11', 32' · Pula 4', 5', 10', 16', 16', 18', 24', 25', 27' · Maevskiy 5', 13' · Agapov 7' · Prudnikov 14', 34' · Pereverzev 36' · Azizov 39' | 31:2(20:0) | Wetney 22' · Lea‘alafa 27' | Ginásio Nilson Nelson Brasilia Widzów: 5 548 Sędzia: Alireza Sohrabi |

| 8 października 200810:30 CEST | Brazylia                                                                                           | 9:0(5:0) | Kuba | Ginásio Nilson Nelson Brasilia Widzów: 8 530 Sędzia: Karel Henych |
| 8 października 200810:30 CEST | Schumacher 3' · Wilde 7', 16' · Falcão 12' (k.), 23' · Lenísio 19' · Vinícius 20' · Betão 26', 34' | 9:0(5:0) |      | Ginásio Nilson Nelson Brasilia Widzów: 8 530 Sędzia: Karel Henych |

| 8 października 200810:30 CEST | Rosja                                                                                               | 9:1(3:0) | Japonia      | Ginásio do Maracanãzinho Rio de Janeiro Widzów: 4 454 Sędzia: Fabián López |
| 8 października 200810:30 CEST | Prudnikov 3', 28' · Khamadiev 7', 9', 20' · Agapov 21' · Pula 22' · Maevskiy 22' · Shayakhmetov 37' | 9:1(3:0) | Kanayama 25' | Ginásio do Maracanãzinho Rio de Janeiro Widzów: 4 454 Sędzia: Fabián López |

## Grupa B
| Zespół            | Pkt | M | W | R | P | Br+ | Br- | +/- |
| ----------------- | --- | - | - | - | - | --- | --- | --- |
| Paragwaj          | 9   | 4 | 3 | 0 | 1 | 19  | 5   | +14 |
| Włochy            | 9   | 4 | 3 | 0 | 1 | 12  | 6   | +6  |
| Portugalia        | 9   | 4 | 3 | 0 | 1 | 15  | 8   | +7  |
| Tajlandia         | 3   | 4 | 1 | 0 | 3 | 7   | 15  | -8  |
| Stany Zjednoczone | 0   | 4 | 0 | 0 | 4 | 5   | 24  | -19 |

| 30 września 200810:30 CEST | Włochy         | 1:0(1:0) | Tajlandia | Ginásio do Maracanãzinho Rio de Janeiro Widzów: 4 012 Sędzia: Asselam Khan |
| 30 września 200810:30 CEST | Grana 15' (k.) | 1:0(1:0) |           | Ginásio do Maracanãzinho Rio de Janeiro Widzów: 4 012 Sędzia: Asselam Khan |

| 30 września 200812:30 CEST | Paragwaj                                                                  | 5:0(3:0) | Stany Zjednoczone | Ginásio do Maracanãzinho Rio de Janeiro Widzów: 4 012 Sędzia: Oleg Ivanov |
| 30 września 200812:30 CEST | Santander 7' · Alcaraz 17' · Fernández 20' · Chilavert 23' · Villalba 39' | 5:0(3:0) |                   | Ginásio do Maracanãzinho Rio de Janeiro Widzów: 4 012 Sędzia: Oleg Ivanov |

| 2 października 200810:30 CEST | Portugalia                        | 3:2(1:1) | Paragwaj                  | Ginásio do Maracanãzinho Rio de Janeiro Widzów: 2 736 Sędzia: Carlos del Cid |
| 2 października 200810:30 CEST | Pedro Costa 2' · Arnaldo 22', 38' | 3:2(1:1) | Rotella 8' · Villalba 28' | Ginásio do Maracanãzinho Rio de Janeiro Widzów: 2 736 Sędzia: Carlos del Cid |

| 2 października 200812:30 CEST | Stany Zjednoczone | 1:6(1:2) | Włochy                                                                             | Ginásio do Maracanãzinho Rio de Janeiro Widzów: 3 271 Sędzia: Tales Goulart |
| 2 października 200812:30 CEST | Rosenband 5'      | 1:6(1:2) | Foglia 8' · Zanetti 11' · Nora 32' · Grana 36' (k.) · Bertoni 37' · Assis 40' (k.) | Ginásio do Maracanãzinho Rio de Janeiro Widzów: 3 271 Sędzia: Tales Goulart |

| 4 października 200810:30 CEST | Tajlandia                                                                         | 5:3(2:1) | Stany Zjednoczone                   | Ginásio do Maracanãzinho Rio de Janeiro Widzów: 3 908 Sędzia: Héctor Mesen |
| 4 października 200810:30 CEST | Suratsawang 14' · Innui 16' · Issarasuwipakorn 29' · Janta 30' · Khumthinkaew 39' | 5:3(2:1) | Apple 20' · Cabral 22' · Morris 40' | Ginásio do Maracanãzinho Rio de Janeiro Widzów: 3 908 Sędzia: Héctor Mesen |

| 4 października 200812:30 CEST | Włochy                          | 3:1(1:0) | Portugalia     | Ginásio do Maracanãzinho Rio de Janeiro Widzów: 4 463 Sędzia: Sergio Ghibaudi |
| 4 października 200812:30 CEST | Grana 16' (k.), 34' · Assis 37' | 3:1(1:0) | Ricardinho 39' | Ginásio do Maracanãzinho Rio de Janeiro Widzów: 4 463 Sędzia: Sergio Ghibaudi |

| 6 października 200810:30 CEST | Portugalia                                                                            | 8:1(2:0) | Stany Zjednoczone | Ginásio do Maracanãzinho Rio de Janeiro Widzów: 3 935 Sędzia: Li Zhizhong |
| 6 października 200810:30 CEST | Leitão 1', 2', 27' · Gonçalo 20' · Arnaldo 23' · Jardel 27' · Bibi 29' · Cardinal 36' | 8:1(2:0) | Naumoski 36'      | Ginásio do Maracanãzinho Rio de Janeiro Widzów: 3 935 Sędzia: Li Zhizhong |

| 6 października 200812:30 CEST | Tajlandia                                                                        | 0:8(0:3) | Paragwaj | Ginásio do Maracanãzinho Rio de Janeiro Widzów: 4 025 Sędzia: Asselam Khan |
| 6 października 200812:30 CEST | R. Villalba 5', 12' (k.), 12', 24' · Jara 27' · W. Villalba 31' · Román 36', 38' | 0:8(0:3) |          | Ginásio do Maracanãzinho Rio de Janeiro Widzów: 4 025 Sędzia: Asselam Khan |

| 8 października 200812:30 CEST | Włochy                            | 2:4(2:1) | Paragwaj                                         | Ginásio do Maracanãzinho Rio de Janeiro Widzów: 5 017 Sędzia: Antonio Álvarez |
| 8 października 200812:30 CEST | Zanetti 6' · Santander 16' (Sam.) | 2:4(2:1) | Rotella 15', 37' · Alcaraz 21' · R. Villalba 32' | Ginásio do Maracanãzinho Rio de Janeiro Widzów: 5 017 Sędzia: Antonio Álvarez |

| 8 października 200812:30 CEST | Portugalia                             | 3:2(1:1) | Tajlandia                    | Ginásio Nilson Nelson Brasília Widzów: 4 826 Sędzia: Badrul Kalam |
| 8 października 200812:30 CEST | Arnaldo 2' · Israel 26' · Cardinal 39' | 3:2(1:1) | Suaratsawang 19' · Janta 37' | Ginásio Nilson Nelson Brasília Widzów: 4 826 Sędzia: Badrul Kalam |

## Grupa C
| Zespół    | Pkt | M | W | R | P | Br+ | Br- | +/- |
| --------- | --- | - | - | - | - | --- | --- | --- |
| Ukraina   | 10  | 4 | 3 | 1 | 0 | 17  | 7   | +10 |
| Argentyna | 10  | 4 | 3 | 1 | 0 | 13  | 5   | +8  |
| Gwatemala | 6   | 4 | 2 | 0 | 2 | 14  | 9   | +5  |
| Egipt     | 3   | 4 | 1 | 0 | 3 | 9   | 12  | -3  |
| Chiny     | 0   | 4 | 0 | 0 | 4 | 5   | 25  | -20 |

| 1 października 200810:30 CEST | Gwatemala   | 1:0(0:0) | Egipt | Ginásio Nilson Nelson Brasília Widzów: 5 156 Sędzia: Scott Kidson |
| 1 października 200810:30 CEST | Acevedo 40' | 1:0(0:0) |       | Ginásio Nilson Nelson Brasília Widzów: 5 156 Sędzia: Scott Kidson |

| 1 października 200812:30 CEST | Argentyna                                    | 5:0(3:0) | Chiny | Ginásio Nilson Nelson Brasília Widzów: 5 150 Sędzia: António Cardoso |
| 1 października 200812:30 CEST | Giménez 6', 9', 17' · Amas 30' · Corazza 40' | 5:0(3:0) |       | Ginásio Nilson Nelson Brasília Widzów: 5 150 Sędzia: António Cardoso |

| 3 października 200810:30 CEST | Egipt                      | 2:4(1:1) | Argentyna                                     | Ginásio Nilson Nelson Brasília Widzów: 4 385 Sędzia: Karel Henych |
| 3 października 200810:30 CEST | El Agouz 18' · Samasry 22' | 2:4(1:1) | Giménez 17' · Giustozzi 22', 40' · Lucuix 32' | Ginásio Nilson Nelson Brasília Widzów: 4 385 Sędzia: Karel Henych |

| 3 października 200812:30 CEST | Ukraina                                                                         | 6:2(1:0) | Gwatemala                 | Ginásio Nilson Nelson Brasília Widzów: 4 456 Sędzia: Badrul Kalam |
| 3 października 200812:30 CEST | Zamjatin 13' · Czeporniuk 24' · Rogaczow 26', 29' · Romanow 36' · Legczanow 40' | 6:2(1:0) | de León 22' · Acevedo 35' | Ginásio Nilson Nelson Brasília Widzów: 4 456 Sędzia: Badrul Kalam |

| 5 października 200810:30 CEST | Chiny                     | 2:6(0:3) | Egipt                                                                     | Ginásio Nilson Nelson Brasília Widzów: 6 264 Sędzia: Karoly Torok |
| 5 października 200810:30 CEST | Zhang Xi 25' · Hu Jie 40' | 2:6(0:3) | Saleh 10' · Mizo 18' · El Komsan 19' · El Agouz 22', 24' · Abou Serie 27' | Ginásio Nilson Nelson Brasília Widzów: 6 264 Sędzia: Karoly Torok |

| 5 października 200812:30 CEST | Argentyna                  | 2:2(0:0) | Ukraina                     | Ginásio Nilson Nelson Brasília Widzów: 6 335 Sędzia: Kim Jang-Kwan |
| 5 października 200812:30 CEST | Planas 32' · Giustozzi 40' | 2:2(0:0) | Iwanow 38' · Czeporniuk 39' | Ginásio Nilson Nelson Brasília Widzów: 6 335 Sędzia: Kim Jang-Kwan |

| 7 października 200810:30 CEST | Chiny   | 1:10(0:7) | Gwatemala                                                                                     | Ginásio Nilson Nelson Brasília Widzów: 5 609 Sędzia: Edi Sunjic |
| 7 października 200810:30 CEST | Liu 32' | 1:10(0:7) | Acevedo 2' · Tejada 4' 19' · Gonzalez 10' 37' · L. Castro 11' · Estrada 11' 17' 38' · Noj 34' | Ginásio Nilson Nelson Brasília Widzów: 5 609 Sędzia: Edi Sunjic |

| 7 października 200812:30 CEST | Ukraina                                                                          | 5:1(2:0) | Egipt    | Ginásio Nilson Nelson Brasília Widzów: 5 703 Sędzia: Franklin Loor |
| 7 października 200812:30 CEST | Saleh 8' (o.g.) · Legczanow 19' · Iwanow 22' · Czeporniuk 32' (k) · Zamjatin 37' | 5:1(2:0) | Mizo 30' | Ginásio Nilson Nelson Brasília Widzów: 5 703 Sędzia: Franklin Loor |

| 9 października 200812:30 CEST | Argentyna               | 2:1(1:0) | Gwatemala     | Ginásio Nilson Nelson Brasília Widzów: 6 178 Sędzia: Massimo Cumbo |
| 9 października 200812:30 CEST | Lucuix 2' · Wilhelm 29' | 2:1(1:0) | Aristondo 39' | Ginásio Nilson Nelson Brasília Widzów: 6 178 Sędzia: Massimo Cumbo |

| 9 października 200812:30 CEST | Ukraina                                        | 4:2(1:1) | Chiny              | Ginásio do Maracanãzinho Rio de Janeiro Widzów: 4 552 Sędzia: Asselam Khan |
| 9 października 200812:30 CEST | Zamjatin 20' 33' · Makajew 36' · Hu 37' (o.g.) | 4:2(1:1) | Hu 19' · Zheng 39' | Ginásio do Maracanãzinho Rio de Janeiro Widzów: 4 552 Sędzia: Asselam Khan |

## Grupa D
| Zespół    | Pkt | M | W | R | P | Br+ | Br- | +/- |
| --------- | --- | - | - | - | - | --- | --- | --- |
| Hiszpania | 10  | 4 | 3 | 1 | 0 | 13  | 3   | +10 |
| Iran      | 10  | 4 | 3 | 1 | 0 | 14  | 9   | +5  |
| Czechy    | 6   | 4 | 2 | 0 | 2 | 10  | 10  | 0   |
| Libia     | 1   | 4 | 0 | 1 | 3 | 7   | 14  | -7  |
| Urugwaj   | 1   | 4 | 0 | 1 | 3 | 6   | 14  | -8  |

| 1 października 200810:30 CEST | Hiszpania                   | 3:3(0:3) | Iran                                       | Ginásio do Maracanãzinho Rio de Janeiro Widzów: 0 Sędzia: Fabian López |
| 1 października 200810:30 CEST | Torras 22', 36' · Borja 30' | 3:3(0:3) | Taheri 4' · Shamsaee 12' · Hassanzadeh 12' | Ginásio do Maracanãzinho Rio de Janeiro Widzów: 0 Sędzia: Fabian López |

| 1 października 200812:30 CEST | Urugwaj                                 | 3:3(1:0) | Libia                                 | Ginásio do Maracanãzinho Rio de Janeiro Widzów: 3 557 Sędzia: Kazuya Isokawa |
| 1 października 200812:30 CEST | Custódio 2' · Laurino 22' · Garrido 31' | 3:3(1:0) | Abdel 28' · Shahout 37' · Alkhoga 40' | Ginásio do Maracanãzinho Rio de Janeiro Widzów: 3 557 Sędzia: Kazuya Isokawa |

| 3 października 200810:30 CEST | Libia                                       | 0:3(0:2) | Hiszpania | Ginásio do Maracanãzinho Rio de Janeiro Widzów: 3 339 Sędzia: Nurdin Bukuev |
| 3 października 200810:30 CEST | Javi Rodríguez 3' · Álvaro 16' · Daniel 30' | 0:3(0:2) |           | Ginásio do Maracanãzinho Rio de Janeiro Widzów: 3 339 Sędzia: Nurdin Bukuev |

| 3 października 200812:30 CEST | Czechy                                          | 4:1(1:1) | Urugwaj  | Ginásio do Maracanãzinho Rio de Janeiro Widzów: 3 293 Sędzia: Héctor Mesen |
| 3 października 200812:30 CEST | Mareš 8' · Šluka 25' · Šlama 29' · Filinger 40' | 4:1(1:1) | Sebá 17' | Ginásio do Maracanãzinho Rio de Janeiro Widzów: 3 293 Sędzia: Héctor Mesen |

| 5 października 200810:30 CEST | Hiszpania                                              | 4:0(1:0) | Czechy | Ginásio do Maracanãzinho Rio de Janeiro Widzów: 2 471 Sędzia: Ivan Shabanov |
| 5 października 200810:30 CEST | Javi Rodríguez 1' · Marcelo 21', 23' · Daniel 22' (k.) | 4:0(1:0) |        | Ginásio do Maracanãzinho Rio de Janeiro Widzów: 2 471 Sędzia: Ivan Shabanov |

| 5 października 200812:30 CEST | Iran                                          | 4:2(3:1) | Libia                       | Ginásio do Maracanãzinho Rio de Janeiro Widzów: 4 103 Sędzia: Elix Peralta |
| 5 października 200812:30 CEST | Taheri 5' · Hashemzadeh 7', 17' · Tayyebi 32' | 4:2(3:1) | Abdel 19' · Rahoma 25' (k.) | Ginásio do Maracanãzinho Rio de Janeiro Widzów: 4 103 Sędzia: Elix Peralta |

| 7 października 200810:30 CEST | Czechy                                                  | 4:2(2:1) | Libia                       | Ginásio do Maracanãzinho Rio de Janeiro Widzów: 3 530 Sędzia: Tales Goulart |
| 7 października 200810:30 CEST | M. Mareš 6' (k.) · Kopecký 14' · Dlouhý 25' · Sluka 38' | 4:2(2:1) | Y. Mohamed 17' · Rahoma 23' | Ginásio do Maracanãzinho Rio de Janeiro Widzów: 3 530 Sędzia: Tales Goulart |

| 7 października 200812:30 CEST | Iran                                                    | 4:2(2:1) | Urugwaj                        | Ginásio do Maracanãzinho Rio de Janeiro Widzów: 3 900 Sędzia: Antonio Álvarez |
| 7 października 200812:30 CEST | Taheri 2' · Tayyebi 8' · Shamsaee 20' · Hashemzadeh 27' | 4:2(2:1) | Mincho 14' (k.) · J. Rodríguez | Ginásio do Maracanãzinho Rio de Janeiro Widzów: 3 900 Sędzia: Antonio Álvarez |

| 9 października 200810:30 CEST | Hiszpania                           | 3:0(1:0) | Urugwaj | Ginásio do Maracanãzinho Rio de Janeiro Widzów: 4 442 Sędzia: Hector Mesen |
| 9 października 200810:30 CEST | J. Rodriguez 19' · Fernando 21' 22' | 3:0(1:0) |         | Ginásio do Maracanãzinho Rio de Janeiro Widzów: 4 442 Sędzia: Hector Mesen |

| 9 października 200810:30 CEST | Czechy                    | 2:3(0:1) | Iran                               | Ginásio Nilson Nelson Brasília Widzów: 5 786 Sędzia: Antonio Cardoso |
| 9 października 200810:30 CEST | Janovsky 28' · Dlouhy 32' | 2:3(0:1) | Hassanzadeh 17' 40' · Shamsaee 31' | Ginásio Nilson Nelson Brasília Widzów: 5 786 Sędzia: Antonio Cardoso |

## Grupa E
| Zespół   | Pkt | M | W | R | P | Br+ | Br- | +/- |
| -------- | --- | - | - | - | - | --- | --- | --- |
| Brazylia | 9   | 3 | 3 | 0 | 0 | 9   | 3   | +6  |
| Włochy   | 4   | 3 | 1 | 1 | 1 | 9   | 8   | +1  |
| Iran     | 4   | 3 | 1 | 1 | 1 | 10  | 10  | 0   |
| Ukraina  | 0   | 3 | 0 | 0 | 3 | 7   | 14  | -7  |

| 11 października 200810:30 CEST | Brazylia      | 1:0(1:0) | Iran | Ginásio do Maracanãzinho Rio de Janeiro Widzów: 7 811 Sędzia: Ivan Shabanov |
| 11 października 200810:30 CEST | Schumacher 2' | 1:0(1:0) |      | Ginásio do Maracanãzinho Rio de Janeiro Widzów: 7 811 Sędzia: Ivan Shabanov |

| 11 października 200812:30 CEST | Ukraina                        | 0:4(0:0) | Włochy | Ginásio do Maracanãzinho Rio de Janeiro Widzów: 7 930 Sędzia: Héctor Rojas |
| 11 października 200812:30 CEST | Nora 26', 33' · Forte 31', 39' | 0:4(0:0) |        | Ginásio do Maracanãzinho Rio de Janeiro Widzów: 7 930 Sędzia: Héctor Rojas |

| 12 października 200810:30 CEST | Włochy                                 | 0:3(0:2) | Brazylia | Ginásio do Maracanãzinho Rio de Janeiro Widzów: 8 077 Sędzia: Antonio Álvarez |
| 12 października 200810:30 CEST | Schumacher 11' · Lenísio 13' · Ari 29' | 0:3(0:2) |          | Ginásio do Maracanãzinho Rio de Janeiro Widzów: 8 077 Sędzia: Antonio Álvarez |

| 12 października 200812:30 CEST | Ukraina                                       | 4:5(3:5) | Iran                                                                   | Ginásio do Maracanãzinho Rio de Janeiro Widzów: 7 396 Sędzia: Asselam Khan |
| 12 października 200812:30 CEST | Makayev 5', 36' · Cheporniuk 8' · Khursov 15' | 4:5(3:5) | Shamsaee 9' (k.), 12' (k.) · Pylypiv 10' (Sam.) · Taheri 14', 19' (k.) | Ginásio do Maracanãzinho Rio de Janeiro Widzów: 7 396 Sędzia: Asselam Khan |

| 14 października 200810:30 CEST | Brazylia                                          | 5:3(4:2) | Ukraina                        | Ginásio do Maracanãzinho Rio de Janeiro Widzów: 6 141 Sędzia: Nestor Valiente |
| 14 października 200810:30 CEST | Falcão 8', 15', 19' · Lenísio 17' · Marquinho 21' | 5:3(4:2) | Zamyatin 1' · Romanov 16', 39' | Ginásio do Maracanãzinho Rio de Janeiro Widzów: 6 141 Sędzia: Nestor Valiente |

| 14 października 200810:30 CEST | Iran                                                                 | 5:5(2:3) | Włochy                                              | Ginásio Nilson Nelson Brasília Widzów: 7 881 Sędzia: Scott Kidson |
| 14 października 200810:30 CEST | Daneshvar 10', 35' · Masoudi 12' · Hashemzadeh 26' · Hassanzadeh 28' | 5:5(2:3) | Grana 1', 8' · Nora 13' · Fabiano 30' · Bertoni 40' | Ginásio Nilson Nelson Brasília Widzów: 7 881 Sędzia: Scott Kidson |

## Grupa F
| Zespół    | Pkt | M | W | R | P | Br+ | Br- | +/- |
| --------- | --- | - | - | - | - | --- | --- | --- |
| Hiszpania | 9   | 3 | 3 | 0 | 0 | 11  | 4   | +7  |
| Rosja     | 4   | 3 | 1 | 1 | 1 | 9   | 11  | -2  |
| Argentyna | 2   | 3 | 0 | 2 | 1 | 6   | 7   | -1  |
| Paragwaj  | 1   | 3 | 0 | 1 | 2 | 8   | 12  | -4  |

| 11 października 200810:30 CEST | Paragwaj                          | 3:3(2:1) | Argentyna                               | Ginásio Nilson Nelson Brasília Widzów: 5 961 Sędzia: Franklin Loor |
| 11 października 200810:30 CEST | Alcaraz 1', 38' · R. Villalba 13' | 3:3(2:1) | Corazza 16' · González 33' · Lucuix 34' | Ginásio Nilson Nelson Brasília Widzów: 5 961 Sędzia: Franklin Loor |

| 11 października 200812:30 CEST | Hiszpania                                                                       | 5:2(1:1) | Rosja                        | Ginásio Nilson Nelson Brasília Widzów: 0 Sędzia: Massimo Cumbo |
| 11 października 200812:30 CEST | Álvaro 12' · Torras 30' · Daniel 32' (k.) · Javi Rodríguez 38' · Luis Amado 39' | 5:2(1:1) | Prudnikov 17' · Maevskiy 26' | Ginásio Nilson Nelson Brasília Widzów: 0 Sędzia: Massimo Cumbo |

| 12 października 200810:30 CEST | Hiszpania                | 2:1(1:1) | Argentyna   | Ginásio Nilson Nelson Brasília Widzów: 4 180 Sędzia: Scott Kidson |
| 12 października 200810:30 CEST | Fernando 14' · Ortíz 23' | 2:1(1:1) | Garcias 19' | Ginásio Nilson Nelson Brasília Widzów: 4 180 Sędzia: Scott Kidson |

| 12 października 200812:30 CEST | Rosja                                               | 5:4(2:1) | Paragwaj                                 | Ginásio Nilson Nelson Brasília Widzów: 4 371 Sędzia: Jason Krnac |
| 12 października 200812:30 CEST | Pula 7', 31' (k.), 34' · Shayakhmetov 18' (k.), 39' | 5:4(2:1) | Rotella 19' (k.) · Alcaraz 22', 31', 38' | Ginásio Nilson Nelson Brasília Widzów: 4 371 Sędzia: Jason Krnac |

| 14 października 200812:30 CEST | Argentyna              | 2:2(1:1) | Rosja                          | Ginásio do Maracanãzinho Rio de Janeiro Widzów: 6 407 Sędzia: Antonio Álvarez |
| 14 października 200812:30 CEST | Amas 4' · González 35' | 2:2(1:1) | Dushkevich 16' · Prudnikov 31' | Ginásio do Maracanãzinho Rio de Janeiro Widzów: 6 407 Sędzia: Antonio Álvarez |

| 14 października 200812:30 CEST | Paragwaj         | 1:4(0:1) | Hiszpania                          | Ginásio Nilson Nelson Brasília Widzów: 8 108 Sędzia: Franklin Loor |
| 14 października 200812:30 CEST | Alcaraz 34' (k.) | 1:4(0:1) | Álvaro 3' · Fernando 21', 36', 37' | Ginásio Nilson Nelson Brasília Widzów: 8 108 Sędzia: Franklin Loor |

## Półfinały
|  |                                       |           |          |                                       |       |           |           |       |
|  | Półfinał                              | Półfinał  | Półfinał |                                       |       | Finał     | Finał     | Finał |
|  | Półfinał                              | Półfinał  | Półfinał |                                       |       | Finał     | Finał     | Finał |
|  | 16 października 2008 – Rio de Janeiro |           |          |                                       |       |           |           |       |
|  |                                       |           |          |                                       |       |           |           |       |
|  | Rosja                                 | Rosja     | 2        |                                       |       |           |           |       |
|  | Rosja                                 | Rosja     | 2        | 19 października 2008 – Rio de Janeiro |       |           |           |       |
|  | Brazylia                              | Brazylia  | 4        |                                       |       |           |           |       |
|  | Brazylia                              | Brazylia  | 4        |                                       |       | Hiszpania | Hiszpania | 2 (3) |
|  | 16 października 2008 – Rio de Janeiro |           |          |                                       |       | Hiszpania | Hiszpania | 2 (3) |
|  |                                       |           | Brazylia | Brazylia                              | 2 (4) |           |           |       |
|  | Hiszpania                             | Hiszpania | Brazylia | Brazylia                              | 2 (4) | 3         |           |       |
|  | Hiszpania                             | Hiszpania |          |                                       |       |           |           |       |
|  | Włochy                                | Włochy    | 2        |                                       |       |           |           |       |
|  | Włochy                                | Włochy    | 2        |                                       |       |           |           |       |

| 16 października 200810:30 CEST | Rosja                    | 2:4(1:3) | Brazylia                                               | Ginásio do Maracanãzinho Rio de Janeiro Widzów: 4 910 Sędzia: Hector Rojas |
| 16 października 200810:30 CEST | Pula 17' · Khamadiev 25' | 2:4(1:3) | Schumacher 3' · Falcão 7' · Vinícius 18' · Gabriel 37' | Ginásio do Maracanãzinho Rio de Janeiro Widzów: 4 910 Sędzia: Hector Rojas |

| 16 października 200812:30 CEST | Hiszpania                                    | 3:2 (pd.)(1:0) | Włochy                 | Ginásio do Maracanãzinho Rio de Janeiro Widzów: 5 079 Sędzia: Antonio Alvarez |
| 16 października 200812:30 CEST | Daniel 4' · Fernando 44' · Foglia 50' (Sam.) | 3:2 (pd.)(1:0) | Foglia 26' · Grana 48' | Ginásio do Maracanãzinho Rio de Janeiro Widzów: 5 079 Sędzia: Antonio Alvarez |

## Mecz o 3. miejsce
| 18 października 200810:30 CEST | Rosja          | 1:2(0:1) | Włochy                | Ginásio do Maracanãzinho, Rio de Janeiro Widzów: 6 887 Sędzia: Scott Kidson |
| 18 października 200810:30 CEST | Dushkevich 25' | 1:2(0:1) | Foglia 6' · Assis 39' | Ginásio do Maracanãzinho, Rio de Janeiro Widzów: 6 887 Sędzia: Scott Kidson |

## Finał
| 19 października 200809:30 CEST | Brazylia                                                                     | 2:2 k. 4:3(0:0, 2:2, k. 4:3) | Hiszpania                                                               | Ginásio do Maracanãzinho, Rio de Janeiro Widzów: 10 082 Sędzia: Fabián López |
| 19 października 200809:30 CEST | Marquinho 24' · Vinícius 36' · Marquinho: · Wilde: · Ciço: · Lenísio: · Ari: | 2:2 k. 4:3(0:0, 2:2, k. 4:3) | Torras 27' · Álvaro 38' · Kike: · Ortíz: · Torras: · Álvaro: · Marcelo: | Ginásio do Maracanãzinho, Rio de Janeiro Widzów: 10 082 Sędzia: Fabián López |

## Strzelcy
| Miejsce | Zawodnik               | Państwo   | Gole |
| ------- | ---------------------- | --------- | ---- |
| 1       | Pula                   | Rosja     | 16   |
| 2       | Falcão                 | Brazylia  | 15   |
| 3       | Lenísio                | Brazylia  | 11   |
| 4       | Schumacher             | Brazylia  | 10   |
| 4       | Damir Khamadiev        | Rosja     | 10   |
| 6       | Vladislav Shayakhmetov | Rosja     | 9    |
| 7       | Sirilo                 | Rosja     | 8    |
| 7       | René Villalba          | Paragwaj  | 8    |
| 7       | Fabio Alcaraz          | Paragwaj  | 8    |
| 10      | Fernando               | Hiszpania | 7    |
| 10      | Dmitry Prudnikov       | Rosja     | 7    |
| 10      | Fernando Grana         | Włochy    | 7    |